# DistroKid
DistroKid는 미국 기업가 필립 캐플란이 설립한 독립 디지털 음악 유통 서비스이다. DistroKid는 주로 음악가 및 기타 권리 보유자에게 아이튠즈/ 애플 뮤직, 스포티파이, 판도라, 아마존 뮤직, 유튜브 뮤직, 타이달, Deezer, 아이하트라디오 등과 같은 온라인 음악 소매업체를 통해 음악을 배포 및 판매하거나 스트리밍할 수 있게 한다.

## 역사
DistroKid는 2012년 필립 캐플란에 의해 개발되었으며 2013년 중반에 출시되었다. 캐플란의 음악 소셜 네트워크인 Fandalism의 부기능으로 시작하여 2015년에 자체 회사로 분할되었다.
2015년 7월, 뮤지컬 배우 잭 & 잭의 DistroKid 배포 곡은 아이튠즈 차트에서 전세계적으로 1위를 차지했다. 이것은 DistroKid가 로열티 커미션을 받지 않기 때문에 주목할 만하다. 차트 1위 아티스트가 수입의 100%를 유지할 수 있었던 것은 이번이 처음이다.
2016년 5월 DistroKid는 공동 작업자와 주주에게 저작권료를 자동으로 보낼 수 있는 "Teams"라는 기능을 출시했다. 그 이후로 Distrokid는 스포티파이와 파트너 관계를 맺고 직접 업로드하거나 회사와 직접 라이선스 계약을 맺은 스포티파이 아티스트를 위한 플랫폼 간 업로드를 지원하고 Silversmith Capital Partners의 투자를 포함하여 몇 가지 다른 개발을 진행했다.
이 회사는 2021년에 레코드 레이블이 새로운 아티스트를 찾기 위해 데이터를 마이닝할 수 있는 이니셔티브를 시작했다. 플랫폼을 통해 아티스트를 발견한 레이블이 서명한 각 새 아티스트에 대해 레코드 레이블로부터 찾기 수수료를 받는다. 이니셔티브에 참여한 첫 번째 레이블은 리퍼블릭 레코드였다.

## 웹사이트 기술
DistroKid는 많은 외부 API를 사용하여 개발 작업 부하를 줄이고 대부분의 프로세스를 자동화한다.